# Chironius septentrionalis
Espèce
Chironius septentrionalis  est une espèce de serpents de la famille des Colubridae.

## Répartition
Cette espèce se rencontre en Trinité-et-Tobago et dans le nord du Venezuela.

## Hybridation
Des hybrides entre Chironius septentrionalis et Chironius cochranae auraient été trouvés dans la municipalité de Bolívar (État de Monagas) au Venezuela.

## Publication originale
- Dixon, Wiest & Cei, 1993 : Revision of the Neotropical snake genus Chironius Fitzinger (Serpentes, Colubridae). Museo regionale di scienze naturali monographie, vol. 13, p. 1-280.